# KVC 베스테를로
KVC 베스테를로(Koninklijke Voetbal Club Westerlo, K.V.C. Westerlo)는 벨기에 베스테를로를 연고로 하는 축구 클럽이다. 1933년 창단되었으며 벨기에 컵에서 1차례 우승한 경력이 있다.
팀의 홈 구장 이름인 헷 카위피어(Het Kuipje)는 네덜란드어로 "작은 탱크"를 뜻하는데 이는 네덜란드 에레디비시 소속 축구 클럽인 페예노르트의 홈 구장 데 카윕("탱크"라는 뜻)에서 유래된 이름이다. 잉글랜드의 축구 클럽인 첼시와 제휴 관계를 맺고 있다.

## 성적
- 벨기에 2부 리그: 우승 1회 (2021-22)
준우승 1회 (1996–97)
- 벨기에 컵: 우승 1회 (2000–01), 준우승 1회 (2010–11)
- 벨기에 슈퍼컵: 준우승 1회 (2001)

## 선수 명단

### 현역
참고: FIFA 자격 규정에 따라 소속된 국가대표팀 국기를 표시합니다. 선수는 복수의 FIFA 비회원국 국적을 가지고 있을 수 있습니다.
| 번호 | 포지션 | 국적       | 이름            |
| ---- | ------ | ---------- | --------------- |
| 5    | DF     |            | 조던 보스       |
| 10   | MF     | 잉글랜드   | 알피 디바인     |
| 13   | FW     |            | 이사 사카모토   |
| 19   | FW     | 알제리     | 이슬람 슬리마니 |
| 33   | DF     |            | 로만 노이슈테터 |
| 40   | DF     | 튀르키예   | 에민 바이람     |
| 44   | DF     | 크로아티아 | 루카 부슈코비치 |

| 번호 | 포지션 | 국적 | 이름            |
| ---- | ------ | ---- | --------------- |
| 99   | GK     |      | 안드레아스 정달 |

## 역대 감독
| 감독              | 임기        |
| ----------------- | ----------- |
| 에르빈 판던베르흐 | 1995        |
| 얀 쾰레만스       | 1999 ~ 2005 |